# Det europæiske system vedrørende rejseinformation og rejsetilladelse (ETIAS)
Det europæiske system vedrørende rejseinformation og rejsetilladelse ETIAS (engelsk European Travel Information and Authorization System) er et indrejsekrav, der er indført af Den Europæiske Union, til statsborgere, der er fritaget for visumpligt, og som rejser til Schengenområdet og Cypern.
ETIAS forventes at blive operationelt i 2025.
 
Efter iværksættelsen af systemet vil der følge en overgangsperiode og en henstandsperiode, hver især af seks måneders. 
ETIAS ligner andre elektroniske rejsetilladelser, såsom ESTA i USA, samt de systemer, der er indført i Australien, Canada og New Zealand, og som planlægges indført i Storbritannien.

## Historik
Tanken om et elektronisk system for rejsetilladelser blev første gang fremlagt af Europa-Kommissionen i 2016.
 
ETIAS blev formelt oprettet ved Europa-Parlamentets og Rådets forordning (EU) 2018/1240 af 12. september 2018.

## Geografisk anvendelsesområde

### Europæiske lande, der kræver en ETIAS-tilladelse
30 europæiske lande vil kræve, at rejsende, der er fritaget for visumpligt, skal have en ETIAS-rejsetilladelse. Det drejer sig om følgende lande:
- Belgien
- Bulgarien
- Cypern
- Danmark
- Estland
- Finland
- Frankrig
- Grækenland
- Island
- Italien
- Kroatien
- Letland
- Liechtenstein
- Litauen
- Luxembourg
- Malta
- Nederlandene
- Norge
- Polen
- Portugal
- Rumænien
- Schweiz
- Slovakiet
- Slovenien
- Spanien
- Sverige
- Tjekkiet
- Tyskland
- Ungarn
- Østrig

### Berettigede nationaliteter
Statsborgere fra tredjelande, der er fritaget for visumpligt, skal ansøge om en ETIAS-rejsetilladelse. Det gælder statsborgere fra følgende lande:
- Albanien
- Antigua og Barbuda
- Argentina
- Australien
- Bahamas
- Barbados
- Bosnien-Hercegovina
- Brasilien
- Brunei
- Canada
- Chile
- Colombia
- Costa Rica
- Forenede Arabiske Emirater
- Dominica
- El Salvador
- Georgien
- Grenada
- Guatemala
- Honduras
- Hongkong
- Israel
- Japan
- Kiribati
- Kosovo
- Macao
- Malaysia
- Marshalløerne
- Mauritius
- Mexico
- Mikronesien
- Montenegro
- New Zealand
- Nicaragua
- Nordmakedonien
- Palau
- Panama
- Paraguay
- Peru
- Saint Kitts og Nevis
- Saint Lucia
- Saint Vincent og Grenadinerne
- Salomonøerne
- Samoa
- Serbien
- Seychellerne
- Singapore
- Storbritannien
- Sydkorea
- Taiwan
- Østtimor
- Tonga
- Trinidad og Tobago
- Tuvalu
- Ukraine
- Uruguay
- USA
- Venezuela

## Ansøgning om en ETIAS-tilladelse
Rejsende, der er fritaget for visumpligt, skal udfylde en online ansøgningsformular på enten det officielle ETIAS-websted (https://travel-europe.europa.eu/etias_da) eller via den officielle mobilapplikation.
At ansøge om en ETIAS-rejsetilladelse koster 7 EUR. Ansøgere, der er under 18 eller over 70 år, er fritaget for dette gebyr. Familiemedlemmer til EU-borgere eller tredjelandsstatsborgere, der har ret til at bevæge sig frit i hele Den Europæiske Union, er også fritaget for gebyret..
De fleste ETIAS-ansøgninger forventes at blive behandlet inden for få minutter. I nogle tilfælde kan det tage op til 14 dage, hvis ansøgeren anmodes om at fremlægge supplerende oplysninger eller indkaldes til en samtale.
ETIAS-rejsetilladelsen vil blive knyttet til den rejsendes pas. Den er gyldig i op til 3 år, eller indtil passet udløber, afhængigt af hvad der kommer først. Hvis en rejsende får et nyt pas, skal den pågældende ansøge om en ny ETIAS-rejsetilladelse.
Med en gyldig ETIAS-rejsetilladelse kan rejsende, der er fritaget for visumpligt, rejse ind i de 30 europæiske lande så ofte, som de ønsker med henblik på kortvarige ophold – normalt i op til 90 dage inden for en periode på 180 dage. Det er imidlertid ingen garanti for indrejse. Ved grænsen vil grænsevagterne anmode om at se den rejsendes pas og andre dokumenter og kontrollere, om de opfylder de indrejsebetingelser, der er fastsat i Schengengrænsekodeksen. 
Ansøgerne vil have mulighed for at klage, hvis de får afslag på en ansøgning om en ETIAS-rejsetilladelse, eller ETIAS-rejsetilladelsen inddrages eller annulleres. Klagen vil blive behandlet af de relevante myndigheder i de europæiske lande, der kræver en ETIAS-tilladelse. 
EU har udsendt advarsler til rejsende mod uofficielle ETIAS-websteder og meddelt, at visse af dem drives af seriøse virksomheder, mens andre drives af virksomheder, der handler på uhæderlig vis. 

## Eksterne links
- Officielt websted for det europæiske system vedrørende rejseinformation og rejsetilladelse (ETIAS)